# أرنو بوتا
أرنو بوتا (بالإنجليزية: Arno Botha)‏ هو لاعب اتحاد الرغبي جنوب أفريقي، ولد في 26 أكتوبر 1991 في Modimolle ‏ في جنوب أفريقيا.

## وصلات خارجية
- أرنو بوتا على موقع دوري الرغبي الممتاز (الإنجليزية)
- أرنو بوتا عل موقع إسبنسكروم (الإنجليزية)
- أرنو بوتا على موقع ItsRugby.co.uk (الإنجليزية)